# Richard Wallace (regista)
Richard Wallace, nato Clarence Richard Wallace (Sacramento, 26 agosto 1894 – Los Angeles, 3 novembre 1951), è stato un regista statunitense.

## Biografia
A Los Angeles, trovò lavoro come montatore presso alcuni studios, come la Triangle e la Robertson-Cole. Interruppe la sua carriera a causa della guerra, prestando servizio negli US Army Signal Corps.
Iniziò la carriera di regista a partire dal 1925 presso gli Studios Mack Sennett. In seguito, collaborò con varie case di produzione. In oltre vent'anni di regia, diresse oltre 60 film e, sporadicamente, lavorò come sceneggiatore.

## Filmografia parziale

### Regista
- What's the World Coming To? – cortometraggio (1926)
- Madame Mystery, co-regia di Stan Laurel – cortometraggio (1926)
- Never Too Old – cortometraggio (1926)
- Along Came Auntie, co-regia di Fred Guiol – cortometraggio (1926)
- Raggedy Rose (1926)
- McFadden's Flats (1927)
- Lady Be Good (1928)
- The Right to Love (1930)
- Sea Legs, co-regia di Victor Heerman (1930)
- Seven Days Leave (1930)
- The Road to Reno (1931)
- Man of the World (1931)
- Tomorrow and Tomorrow (1932)
- Thunder Below (1932)
- La maschera (The Masquerader) (1933)
- Amore tzigano (The Little Minister) (1934)
- I ribelli dei sette mari (Captain Caution) (1940)
- Marinai allegri (A Girl, a Guy, and a Gob) (1941)
- Anime allo specchio (She Knew All the Answers) (1941)
- La morte viene dall'ombra (A Night to Remember) (1942)
- The Wife Takes a Flyer (1942)
- 19º stormo bombardieri (Bombardier) (1943)
- Il passo del carnefice (The Fallen Sparrow) (1943)
- Le sorprese dell'amore (Bride by Mistake) (1944)
- Non parlare, baciami (Kiss and Tell) (1945)
- Tutti pazzi (It's in the Bag!) (1945)
- Sinbad il marinaio (Sinbad the Sailor) (1947)
- La grande conquista (Tycoon) (1947)
- Il cerchio si chiude (Framed) (1947)
- È tempo di vivere (Let's Live a Little) (1948)
- Diana vuole la libertà (Adventure in Baltimore) (1949)

### Sceneggiatore
- Il fantasma dell'opera  (The Phantom of the Opera), regia di Rupert Julian (1925)
- Nobody Wins, regia di Scott Darling – cortometraggio (1925)